# Alimentary Pharmacology and Therapeutics
Alimentary Pharmacology and Therapeutics, abgekürzt Aliment. Pharmacol. Ther., ist eine wissenschaftliche Fachzeitschrift, die vom Wiley-Blackwell-Verlag veröffentlicht wird. Derzeit erscheint die Zeitschrift mit 24 Ausgaben im Jahr. Es werden Arbeiten zur klinischen Gastroenterologie, Hepatologie und Endoskopie veröffentlicht.
Der Impact Factor lag im Jahr 2014 bei 5,727. Nach der Statistik des ISI Web of Knowledge wird das Journal mit diesem Impact in der Kategorie Gastroenterologie und Hepatologie an neunter Stelle von 76 Zeitschriften und in der Kategorie Pharmakologie und Pharmazie an 14. Stelle von 254 Zeitschriften geführt.